# Bánfalvi Eszter
Bánfalvi Eszter (Budapest, 1979. szeptember 11. –) magyar színésznő.

## Életpályája
Tanulmányait a Berzsenyi Dániel Gimnáziumban kezdte, Kansasban folytatta és a Városmajori Gimnáziumban érettségizett. 1999–2001 között stúdiós volt az Új Színházban, 2001–2003 között ugyanitt gyakorlatos színész; eközben minden évben felvételizett a Színház- és Filmművészeti Egyetemre. Az ötödik alkalom volt sikeres, 2003–2007 között járt az intézménybe zenés színész osztályban, tanárai Ascher Tamás és Novák Eszter voltak. 2007–2008 között a Centrál Színházban, 2007–2009 között a Merlin Színházban is játszott. 2008–2013 között a Nemzeti Színház tagja. A 2014/15-ös évadtól 2018-ig a szombathelyi Weöres Sándor Színház társulatának tagja. 2018-tól szabadúszó.
Férje Bányai Kelemen Barna színművész, akivel közös gyermekük Boldizsár, 2018 decemberében született és Sára.

## Színházi szerepei
A Színházi adattárban regisztrált bemutatóinak száma: 63.

### Ódry Színpad
- Brecht: K.mama (Kattrin 1)
- Laurents- Bernstein- Sondheim: West Side Story (Rosalia)
- Ragni- Rado- McDermot: Hair
- Vakrepülés (Embervásár)
- Szent Iván éjjelén (a Merlin Színházban)
- Mozart- Schikaneder: Varázsfuvola
- Örkény: Túl vagy a nehezén, most jön a neheze

### HOPPart Társulat
- Tovább is van... (Üvegmanó, Gólyaasszony, Liese asszony)
- Thorp- McTiernan: Halálkemény
- Watkins- Fosse- Ebb: Chicago

### Nemzeti Színház
- Gorkij: Vassza Zseleznova (Anna, titkárnő; Polja, cselédlány)
- Brecht: A kivétel és a szabály (A játékos; A kuli felesége)
- Szophoklész: Oidipusz (Iszméné)
- Darvas- Varró- Hamvai- Rejtő: Vesztegzár a Grand Hotelben (Odette Defleur, belga direktrisz)
- Weöres: Holdbeli csónakos (Helena, Spárta királynője)
- Webster: Amalfi hercegnő (Júlia)
- Katona: Bánk bán - junior (Gertrudis)
- Schiller: Ármány és szerelem (Lujza)
- Móricz: Úri muri (Ágnes, Csuli felesége)
- Térey: Jeremiás avagy Isten hidege (Mókus, Jeremiás régi szerelme)
- Fejes- Presser: Jó estét nyár, jó estét szerelem (2. szilvaárus lány; Táncoló nő)
- Kovács- Mohácsi- Mohácsi: Egyszer élünk avagy a tenger azontúl tűnik semmiségbe
- Madách: Az ember tragédiája
- Shaw: Szent Johanna (Johanna, a szűz)
- Ibsen: Peer Gynt (Solveig)
- Kristof: Egy elsurranó patkány (Mme Bredumo, Noémi)
- Shakespeare- Mohácsi- Mohácsi: A velencei kalmár (Jessica, Shylock lánya)
- Klaus Mann: Mephisto (Julliette Martens, Höfgen szeretője)
- Bodó- Róbert: SOCIAL ERROR - THE LAST MAN IN BUDAPEST

### Szombathelyi Weöres Sándor Színház
- Pintér Béla: Parasztopera (Tündérke)
- Shakespeare: Makrancos Kata, avagy a hárpia megzabolázása (címszerep)
- Tóth Ede:[10] A falu rossza (Finum Rózsi)
- Szirmai Albert - Bakonyi Károly:[11] Mágnás Miska: (Stefánia)
- Ion Luca Caragiale: Zűrzavaros éjszaka: (Veta)
- Csehov: Ivanov (Anna Petrovna)
- Ben Jonson: Volpone (Canina)

### Egyéb helyszín
- Marber: Közelebb (Alice) - Centrál Színház
- Móricz: Nem élhetek muzsikaszó nélkül (Polika, Balázs felesége) - Kőszegi Várszínház
- Hrabal- Lőkös- Znamenák: Sörgyári capriccio (Böllérné) - Kőszegi Várszínház
- Goldoni: Chioggiai csetepaté (Lucietta, fiatal lány, Toni húga) - Kőszegi Várszínház
- Mohácsi: A Dohány utcai seriff - Jurányi Inkubátorház

## Filmjei

### Játékfilmek
- Hamvadó cigarettavég (2001)
- Poligamy (2009)
- A zöld sárkány gyermekei (2010)
- Isztambul (2011)
- Senki szigete (2014)
- Magasmentés (2023)

### Tévéfilmek
- Mátyás, a sosemvolt királyfi (2006)
- Könyveskép (2007)
- Ki/Be Tawaret (2010)
- Mellékhatás (2020)
- Apatigris (2021)

## Szinkronszerepei

### Filmek
- Alkonyat: Rosalie Hale - Nikki Reed[12]
- Alkonyat — Újhold: Rosalie Hale - Nikki Reed
- Alkonyat — Napfogyatkozás: Rosalie Hale - Nikki Reed
- Alkonyat — Hajnalhasadás: Rosalie Hale - Nikki Reed
- Az igazi kaland: Kelly Foster - Scarlett Johansson
- Betolakodók: Susanna - Carice van Houten[13]
- Cowboyok és űrlények: Ella Swenson Olivia Wilde
- Végrehajtók: Carol - Carice van Houten[14]
- Arthur király - A kard legendája: Mágus - Astrid Berges-Frisbey
- Lucy: Lucy- Scarlett Johansson
- Respect: Aretha Franklin – Jennifer Hudson

### Televíziós szerepek
- Azok a 70-es évek - show: Jackie Burkhart - Mila Kunis
- Ash vs Evil Dead: Kelly Maxwell - Dana DeLorenzo
- Broad City : Ilana Wexler - Ilana Glazer
- Ki vagy, doki? (A Mars vizei): Maggie Cain - Sharon Duncan-Brewster
- Második élet: Valeria Guzmán - Diana Osorio
- Nyertesek és lúzerek: Jenny Gross - Melissa Bergland
- Párizsi jóbarátok: Irina Delphina - Lise Schreiber
- Spartacus: Elátkozottak háborúja: Saxa - Ellen Hollman
- Star Wars: A Rossz Osztag: Tawni Ames - Tasia Valenza
- Isztambuli menyasszony: Süreyya Boran - Aslı Enver